# Буковски (фильм, 2003)
«Буковски» (англ. Bukowski: Born into This) — документальный фильм Джона Даллагана, повествующий о жизни и творчестве писателя и поэта контркультуры Чарльза Буковски. Премьера ленты состоялось на 19-м кинофестивале «Сандэнс» в Парк-Сити, Юта, в 2003 году.

## Синопсис
Bukowski: Born into This представляет зрителю портрет иногда угрюмого, часто сквернословящего, но всегда выдающегося артиста, одновременно человечного, ужасающего, весёлого и очень трогательного. Картина включает архивные материалы с Чарльзом Буковски: записи его поэтических чтений, бесед с телеведущими немецких и бельгийских передач, чёрно-белые плёнки, снятые другом писателя Тэйлором Хэкфордом.
Полотно дополняют интервью с семьёй поэта: супругой Линдой Ли и дочерью Мариной, его многочисленными друзьями: биографом Нили Черковски, режиссёром Барбе Шрёдером, издателем Джоном Мартином, художником Джеком Мишлином, актёрами Гарри Дин Стэнтоном и Шоном Пенном, а также людьми, испытавшими на себе влияние творчества Буковски: автором-исполнителем Томом Уэйтсом и лидером музыкальной группы U2 Боно.
Плодом семилетнего труда режиссёра Джона Даллагана становится максимально правдивая история о культовой фигуре; его тяжёлом детстве, скитаниям по послевоенной Америке и изнурительной работе, написании нескольких сотен произведений для крошечных журналов в беспросветном поиске постоянного издателя, его противоречивом характере и непростых отношениях с женщинами. История Чарльза Буковски, человека с душой одинокого раненого мальчика, ставшего легендой благодаря своей крутости.

## Критика
Роджер Эберт, лично знавший писателя, отозвался о картине положительно: «Фильм ценен тем, что даёт лицо и голос его работам. Десять лет прошло со дня смерти Буковски и он, похоже, будет помниться, если не вечно, то дольше многих из его современников. Сколько было легенд, сколько позёрства, а сколько реальности? Я думаю, реальным было всё, и документальный фильм предлагает столько же». Рецензент Entertainment Weekly Оуэн Глайберман написал следующее: «Сила Born into This, прекрасно собранного режиссёром Джоном Даллаганом из бесед с Буковски, записанных для европейского телевидения, и новых интервью с его редактором, подругами, бывшими коллегами по лос-анджелесскому почтамту, в том, что фильм показывает всю грандиозность мастерства Буковски, большую, чем, казалось бы, его ленивая задница могла предложить».
Обозреватель The Village Voice Марк Холкомб отметил: «Чарльз Буковски, бард рабочего класса послевоенного Лос-Анджелеса, не был обычным культовым писателем, и Джон Даллаган в своей глубокой и неотразимой документальной ленте Bukowski: Born Into This проделал заслуживающую доверия работу, показывающую, почему». Корреспондент Dallas Observer Роберт Вилонски добавил: «Bukowski: Born Into This собрал всех его старых друзей и поклонников, чтобы те поделились своими побасёнками, но больше всего он позволяет рассказывать самому покойнику, в архивных кадрах, которые делают его, кажется, более живым — сейчас, когда он стал всеми любимым призраком, который уже не может навредить никому, особенно себе».
Критик Variety Дерек Харви заявил: «Одним из главных плюсов являются декламации выдержек из его грубых, остоумных и нежных произведений — они делают Born Into This более убедительным, чем многие другие фильмы о более известных, но менее доступных литературных голосах». Автор The Washington Post Стивен Хантер в своём обзоре написал: «Документальный фильм Bukowski: Born Into This изображает скрытого Буковски. Он доказывает истинность всех слухов, но подчёркивает то, что не подчёркивалось ранее — что он был в высшей степени работоспособным и дисциплинированным мастером, и для успеха это было столь же важно, как гениальность и пойло». Его коллега из того же издания, Майкл О’Салливан, написал в своей рецензии так: «„ЗАБУДЬТЕ имидж“ — говорит Чарльз Буковски, пьяный и избитый поэт и романист, герой превосходного документального фильма Джона Даллагана — „У меня есть сердце“».